# كناري (دير)
كناري (بالفارسية: کناری) هي قرية تقع في قسم آبكش الريفي (مقاطعة دير) في إيران. يقدر عدد سكانها بـ 265 نسمة بحسب إحصاء 2016.